# Copa Centenário de Belo Horizonte
A Copa Centenário de Belo Horizonte foi uma competição oficial internacional de futebol, disputada em Belo Horizonte, no estado brasileiro de Minas Gerais. Realizada em 1997, reuniu 8 clubes de 4 países diferentes.
A competição foi elaborada pela Federação Mineira de Futebol, com apoio da Prefeitura de Belo Horizonte e órgãos de imprensa, para a comemoração do centenário de fundação da capital mineira.
A partida entre Atlético-MG e Milan marcou a despedida do meio-campo Toninho Cerezo como jogador de futebol, aos 42 anos de idade.
O fracasso financeiro e de público da competição levou a Federação Mineira de Futebol, uma das organizadoras do evento, a uma severa crise financeira que obrigou seus dirigentes a pedirem empréstimos de empresas e a encerrar contas bancárias da federação.

## Participantes
| - América-MG - Atlético-MG - Benfica - Corinthians |  | - Cruzeiro - Flamengo - Milan - Olimpia |

## Tabela

### Primeira fase

#### Grupo A
| 1º de agosto de 1997 | América-MG  | 1 – 1 | Corinthians  | Independência, Belo Horizonte (MG) Público: Árbitro: Marco Antônio Cunha |
|                      | Rinaldo 42' |       | Donizete 33' |                                                                          |

| 2 de agosto de 1997 | Atlético-MG                | 2 – 2 | Milan               | Mineirão, Belo Horizonte (MG) Público: 30.768 pagantes Árbitro: Lincoln Afonso Bicalho |
| 16:00 (UTC-3)       | Jorginho 82' · Hernani 90' |       | George Weah 17' 32' |                                                                                        |

| 4 de agosto de 1997 | Corinthians | 0 – 0 | Milan | Mineirão, Belo Horizonte (MG) Público: 300 pagantes Árbitro: Márcio Rezende de Freitas |
|                     |             |       |       |                                                                                        |

| 4 de agosto de 1997 | Atlético-MG              | 2 – 2 | América-MG                | Mineirão, Belo Horizonte (MG) Público: 6.366 pagantes Árbitro: Marco Antônio Lima |
|                     | Valdir 16' · Lincoln 69' |       | Tupãzinho 45' · Celso 57' |                                                                                   |

| 6 de agosto de 1997 | América-MG | 1 – 1 | Milan          | Independência, Belo Horizonte (MG) Público: 4.065 pagantes Árbitro: Lincoln Afonso Bicalho |
|                     | Celso 92'  |       | George Weah 4' |                                                                                            |

| 6 de agosto de 1997 | Atlético-MG                                  | 4 – 2 | Corinthians           | Mineirão, Belo Horizonte (MG) Público: 6.927 pagantes Árbitro: Antônio William Gomes |
|                     | Jorginho 14' 76' · Hernani 41' · Marques 65' |       | Gilmar 4' · Souza 30' |                                                                                      |

| Time        | Pts | J | V | E | D | GP | GC | SG |
| ----------- | --- | - | - | - | - | -- | -- | -- |
| Atlético-MG | 5   | 3 | 1 | 2 | 0 | 8  | 6  | 2  |
| América-MG  | 3   | 3 | 0 | 3 | 0 | 4  | 4  | 0  |
| Milan       | 3   | 3 | 0 | 3 | 0 | 3  | 3  | 0  |
| Corinthians | 2   | 3 | 0 | 2 | 1 | 3  | 5  | -2 |

#### Grupo B
| 3 de agosto de 1997 | Flamengo      | 2 – 2 | Olimpia          | Mineirão, Belo Horizonte (MG) Público:4.891 pagantes Árbitro: Antônio William Gomes |
|                     | Lúcio · Sávio |       | Monzón · Esteche |                                                                                     |

| 3 de agosto de 1997 | Cruzeiro                                     | 4 – 1 | Benfica     | Mineirão, Belo Horizonte (MG) Público:4.891 pagantes Árbitro: Cléver Gonçalves |
|                     | Roberto Gaúcho (P) · Geovanni · Fábio Junior |       | Paulo Nunes |                                                                                |

| 5 de agosto de 1997 | Flamengo                                                        | 5 – 2 | Benfica                     | Mineirão, Belo Horizonte (MG) Público: 2.786 pagantes Árbitro: Raimundo Menezes de Carvalho |
|                     | Sávio 9' (P) · Iranildo · Lúcio · Rodrigo Mendes · Fábio Baiano |       | Erwin Sánchez · Paulo Nunes |                                                                                             |

| 5 de agosto de 1997 | Cruzeiro | 1 – 0 | Olimpia | Mineirão, Belo Horizonte (MG) Público: 2.786 pagantes Árbitro: Lincoln Afonso Bicalho |
|                     | Geovanni |       |         |                                                                                       |

| 7 de agosto de 1997 | Benfica | 0 – 0 | Olimpia | Mineirão, Belo Horizonte (MG) Público: 3.088 pagantes Árbitro: Márcio Rezende de Freitas |
|                     |         |       |         |                                                                                          |

| 7 de agosto de 1997 | Cruzeiro                         | 2 – 1 | Flamengo          | Mineirão, Belo Horizonte (MG) Público: 3.088 pagantes Árbitro: Marco Antônio Nascimento |
|                     | Fábio Junior 25' · Elivelton 27' |       | Renato Gaúcho 29' |                                                                                         |

| Time     | Pts | J | V | E | D | GP | GC | SG |
| -------- | --- | - | - | - | - | -- | -- | -- |
| Cruzeiro | 9   | 3 | 3 | 0 | 0 | 7  | 2  | 5  |
| Flamengo | 4   | 3 | 1 | 1 | 1 | 8  | 6  | 2  |
| Olimpia  | 2   | 3 | 0 | 2 | 1 | 2  | 3  | -1 |
| Benfica  | 1   | 3 | 0 | 1 | 2 | 3  | 9  | -6 |

### Final
| 9 de agosto de 1997 | Atlético-MG                      | 2 – 1 | Cruzeiro  | Mineirão, Belo Horizonte (MG) Público: 39.095 pagantes Árbitro: Lincoln Afonso Bicalho |
| 21:10 (UTC-3)       | Leandro Tavares 45' · Valdir 79' |       | Odair 72' |                                                                                        |

- Atlético Mineiro: Paulo César; Dedimar, Sandro Blum, Luís Eduardo e Dedê; Doriva, Bruno (Neguete), Jorginho (Gutemberg) e Leandro Tavares; Valdir (Hernani) e Marques. Técnico: Emerson Leão.
- Cruzeiro: Rodrigo Posso; Ricardo, João Carlos, Odair e Gustavo (Tico); Reginaldo, Marcos Paulo (Donizete Amorim), Cleisson e Geovanni; Roberto Gaúcho (Da Silva) e Fábio Junior. Técnico: Wantuil Rodrigues.

| Copa Centenário de Belo Horizonte 1997 |
| -------------------------------------- |
| ATLÉTICO MINEIRO Campeão               |

## Artilharia
| Número de gols | Nome                          | Clube                      |
| -------------- | ----------------------------- | -------------------------- |
| 3 gols         | Jorginho Geovanni George Weah | Atlético-MG Cruzeiro Milan |